# Wang Hongwen
Pour les articles homonymes, voir Wang (patronyme).

Wang Hongwen (chinois : 王洪文 ; pinyin : Wáng Hóngwén ; Wade-Giles : Wang Hung-wen ; EFEO : Wang Hongwen) est un homme politique chinois, né en décembre 1935 à Xinjing (alors situé au Manzhouguo contrôlé par les Japonais) et mort le 3 août 1992 à Pékin.

## Biographie
Ancien cadre d'une usine textile de Shanghai, il devient un collaborateur proche de Zhang Chunqiao pendant la révolution culturelle. Il organise la Commune de Shanghai en janvier 1967. Il est élu au Comité central du Parti communiste chinois en 1969, et intègre le Comité permanent en 1973 (10e Politburo du PCC).
Membre de la bande des Quatre, il est jugé et condamné à mort en 1980. Sa sentence ayant été commuée en incarcération à perpétuité, il meurt d'un cancer en 1992.